# Chef des Generalstabes (Frankreich)

Die Flagge des Chef d'État-Major des Armées

Der Chef des Generalstabes (französisch vollständige Bezeichnung: Chef d'État-Major des Armées) ist der ranghöchste Soldat der französischen Streitkräfte. Alle Kommandos und Einheiten sind dem Chef d’état-major de l’Armée (CEMA) und seinem Stab in Paris unterstellt. Er ist der militärische Berater des Verteidigungsministers sowie der Regierung. Zu seinem Verantwortungsbereich zählen;
- die Gesamtkonzeption der militärischen Verteidigung einschließlich der Planung und der Weiterentwicklung
- die Führung der Streitkräfte.

Ihm unterstehen 
- der Chef des Generalstabes des Heeres (Chef d’état-major de l’armée de terre - CEMAT),
- der Chef des Generalstabes der Luftstreitkräfte (Chef d’état-major de l’armée de l’air - CEMAA),
- der Chef des Generalstabes der Marine (Chef d’état major de la marine - CEMM).
- der Generalstab der Streitkräfte (état-major des armées - EMA),
- der Oberbefehlshaber der Streitkräfte in den Französischen Überseegebieten
- der Oberbefehlshaber der Streitkräfte im Ausland (COMSUP und COMFOR)
- der Generalstab der Verteidigungszonen (OGZD)
- die Verteidigungsberater der Präfekten

## Position und Befugnisse
Dienstsitz des Generalstabes ist das Hexagone Balard, früher der Boulevard Saint-Germain in Paris. Der Generalstabschef wird vom Staatspräsidenten auf Vorschlag des Verteidigungsministers ernannt, seine Amtszeit ist jedoch nicht von der des Verteidigungsministers abhängig. 